# Diócesis de Venado Tuerto
La diócesis de Venado Tuerto (en latín: Dioecesis Cervi Lusci) es una circunscripción eclesiástica de la Iglesia católica en Argentina. Se trata de una diócesis latina, sufragánea de la arquidiócesis de Rosario. Desde el 26 de octubre de 2021 su obispo es Han Lim Moon.

## Territorio y organización

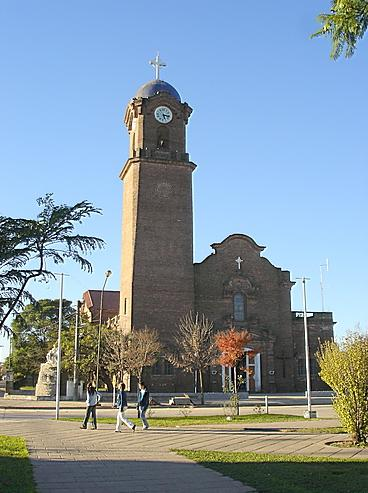
Parroquia San Juan Bautista de Chañar Ladeado

La diócesis tiene 14 000 km² y extiende su jurisdicción sobre los fieles católicos de rito latino residentes en la provincia de Santa Fe el departamento General López, las comunas de Berabevú, Chañar Ladeado y Los Quirquinchos del departamento Caseros y Alcorta, Bombal, Máximo Paz y Juncal del departamento Constitución.
La sede de la diócesis se encuentra en la ciudad de Venado Tuerto, en donde se halla la Catedral de la Inmaculada Concepción. 
En 2020 en la diócesis existían 44 parroquias.

## Historia
La diócesis fue erigida el 12 de agosto de 1963 con la bula Summorum Pontificum del papa Pablo VI, obteniendo el territorio de la diócesis de Rosario, que fue simultáneamente elevada al rango de arquidiócesis metropolitana. Su primer obispo fue Fortunato Antonio Rossi, elegido por el mismo papa el 12 de agosto de 1963, hasta el 11 de noviembre de 1977, día en que fue promovido a la diócesis de San Nicolás de los Arroyos.
El 29 de mayo de 1979, con la carta apostólica Die undetricesimo, el papa Juan Pablo II confirmó a la Santísima Virgen María, venerada con el título de Inmaculada Concepción, como patrona principal de la diócesis.
Mario Picchi, siendo obispo auxiliar de  La Plata fue nombrado por Pablo VI el 6 de abril de 1978 como el nuevo obispo de la diócesis. Fue trasladado a la Iglesia titular de Tinisia de Numidia por Juan Pablo II el 19 de junio de 1989. El tercer obispo fue Paulino Reale Chirina, siendo designado por Juan Pablo II el 19 de junio de 1989, hasta que el 16 de diciembre de 2000 renunció por edad. Falleció el 29 de marzo de 2012, siendo obispo emérito de la diócesis de Venado Tuerto.
Su sucesor fue Gustavo Arturo Help, quien fue promovido a ese cargo por el papa Juan Pablo II el 16 de diciembre de 2000. Luego, el papa Francisco aceptó el 26 de octubre de 2021 la renuncia a su cargo a los 75 años, dejándolo como obispo emérito, y nombrando como sucesor al hasta entonces obispo coadjutor, Han Lim Moon.

## Estadísticas
Según el Anuario Pontificio 2021 la diócesis tenía a fines de 2020 un total de 228 400 fieles bautizados.
| Año                                                                             | Población            | Población | Población      | Sacerdotes | Sacerdotes    | Sacerdotes    | Bautizados por sacerdote | Diáconos permanentes | Religiosos | Religiosos | Parroquias |
| Año                                                                             | Bautizados católicos | Total     | % de católicos | Total      | Clero secular | Clero regular | Bautizados por sacerdote | Diáconos permanentes | Varones    | Mujeres    | Parroquias |
| ------------------------------------------------------------------------------- | -------------------- | --------- | -------------- | ---------- | ------------- | ------------- | ------------------------ | -------------------- | ---------- | ---------- | ---------- |
| 1966                                                                            | 160 000              | 175 000   | 91.4           | 32         | 31            | 1             | 5000                     |                      | 38         | 83         | 27         |
| 1970                                                                            | 170 000              | 190 000   | 89.5           | 28         | 27            | 1             | 6071                     |                      | 12         | 82         | 27         |
| 1976                                                                            | 165 000              | 170 000   | 97.1           | 26         | 25            | 1             | 6346                     |                      | 12         | 52         | 29         |
| 1980                                                                            | 165 000              | 179 000   | 92.2           | 33         | 30            | 3             | 5000                     |                      | 16         | 44         | 32         |
| 1990                                                                            | 180 000              | 200 000   | 90.0           | 49         | 41            | 8             | 3673                     |                      | 19         | 43         | 50         |
| 1999                                                                            | 207 000              | 216 000   | 95.8           | 44         | 36            | 8             | 4704                     |                      | 18         | 34         | 35         |
| 2000                                                                            | 209 000              | 218 000   | 95.9           | 46         | 38            | 8             | 4543                     |                      | 18         | 35         | 35         |
| 2001                                                                            | 211 000              | 220 000   | 95.9           | 42         | 36            | 6             | 5023                     |                      | 13         | 36         | 44         |
| 2002                                                                            | 203 800              | 212 000   | 96.1           | 41         | 35            | 6             | 4970                     |                      | 14         | 36         | 44         |
| 2003                                                                            | 203 800              | 212 000   | 96.1           | 43         | 37            | 6             | 4739                     |                      | 18         | 39         | 45         |
| 2004                                                                            | 200 000              | 210 000   | 95.2           | 41         | 35            | 6             | 4878                     |                      | 19         | 32         | 45         |
| 2010                                                                            | 206 000              | 216 000   | 95.4           | 33         | 29            | 4             | 6242                     |                      | 13         | 24         | 43         |
| 2014                                                                            | 215 000              | 225 000   | 95.6           | 35         | 30            | 5             | 6142                     |                      | 8          | 25         | 43         |
| 2017                                                                            | 221 600              | 231 860   | 95.6           | 35         | 31            | 4             | 6331                     |                      | 9          | 25         | 43         |
| 2020                                                                            | 228 400              | 239 000   | 95.6           | 34         | 30            | 4             | 6717                     |                      | 9          | 24         | 44         |
| Fuente: Catholic-Hierarchy, que a su vez toma los datos del Anuario Pontificio. |                      |           |                |            |               |               |                          |                      |            |            |            |

Hay 25 iglesias y capillas, 1 santuario, 3 casa de religiosos, 7 de religiosas y 18 centros educativos.

## Episcopologio
| Orden | Imagen | Obispo                    | Inicio                                      | Fin                                                                   | Referencias |
| 1.º   |        | Fortunato Antonio Rossi † | 12 de agosto de 1963                        | 11 de noviembre de 1977 nombrado obispo de San Nicolás de los Arroyos | [ 5 ]       |
| 2.º   |        | Mario Picchi, S.D.B. †    | 31 de marzo de 1978                         | 19 de junio de 1989 renunció                                          | [ 6 ]       |
| 3.º   |        | Paulino Reale Chirina †   | 19 de junio de 1989                         | 16 de diciembre de 2000 retirado                                      | [ 7 ]       |
| 4.º   |        | Gustavo Arturo Help       | 16 de diciembre de 2000                     | 26 de octubre de 2021 retirado                                        | [ 8 ]       |
| 5.º   |        | Han Lim Moon              | Desde el 26 de octubre de 2021 por sucesión |                                                                       | [ 9 ]       |